# Южно-Китайский карст
Южно-Китайский карст (Карстовые отложения Южного Китая) — объект Всемирного наследия ЮНЕСКО.

## Общая информация
Расположен в южных провинциях Китая Гуанси, Гуйчжоу и Юньнань. Эта область южного Китая известна благодаря карстовому рельефу и разнообразию биосреды. Объект состоит из трёх участков, внесённых в список в 2007 году — Либо, Шилинь, («Каменный лес») и Улун, и четырёх участков, внесённых в 2014 году — Гуйлинь, Шибин, Цзиньфошань и Хуаньцзян. Среди достопримечательностей карста Три природных моста, расположенных в уезде Улун.
Раннее описание Южно-китайского карста сделал путешественник периода династии Мин, родоначальник китайской геологии Сюй Сякэ в своей книге «Путевые записки» (кит. упр. 徐霞客游记).